# Relaciones Cabo Verde-Unión Europea
Las relaciones entre Cabo Verde y la Unión Europea recibieron un impulso con el pedido del expresidente portugués Mário Soares en marzo de 2005 que urgía a la Unión Europea a iniciar conversaciones con Cabo Verde para una futura asociación, argumentando que Cabo Verde actuaría como un puente entre África, América Latina y la Unión Europea. Cabo Verde es un país insular, parte del grupo de islas de Macaronesia del océano Atlántico y que fue colonia portuguesa entre 1460 y 1975. 

## Economía
La mayoría de las importaciones y exportaciones de Cabo Verde proceden y se dirigen a la Unión Europea y tiene una economía basada en el sector servicios. Su moneda, el escudo caboverdiano, está atada con el euro.

## Asociación
Actualmente, Cabo Verde es un miembro de la Comunidad Económica de Estados de África Occidental (ECOWAS, por sus siglas en inglés, un bloque comercial africano que pretende una integración interna similar a aquella de la Unión Europea. También es un miembro de la Unión Africana, una organización que tiene como objetivo crear una moneda común en África, una fuerza de defensa para el continente y un jefe de Estado de la Unión Africana.
Recientemente, Cabo Verde se ha estado distanciando de sus socios regionales africanos y forjando vínculos más cercanos con la Unión Europea. Como una forma de indicar que se prepara para relajar sus vínculos con el bloque regional de África Occidental, el Gobierno de Cabo Verde declaró en septiembre de 2006 sus intenciones de suspender el libre tránsito de bienes y comercio libre al interior de ECOWAS. El primer ministro José Maria Neves anunció que su país empezará a imponer restricciones a la entrada de ciudadanos de todos los Estados miembros de ECOWAS. En este sentido, Cabo Verde presentara al ECOWAS propuestas para un "estatus especial" en lugar de una membresía total. Este es también un esfuerzo por limitar el reciente aumento de inmigración ilegal de otros nacionales africanos que usan Cabo Verde y su proximidad a las islas Canarias como paso hacia Europa.[cita requerida]
Para complementar los esfuerzos de Cabo Verde para unirse a la UE, el grupo de islas macaronesias (las Azores, Canarias y Madeira) está apoyando a sus pares regionales. Actualmente, no existe un reconocimiento político por parte de la UE de Cabo Verde como Estado europeo. Sin embargo, a diferencia del caso de Marruecos, tampoco existe un rechazo formal. El grupo de islas atlánticas está impulsando la entrada de Cabo Verde a la Unión Europa bajo un estatus especial.
Algunos caboverdianos buscan estrechar lazos con Portugal y eventualmente convertirse en una Región Autónoma de Portugal. Tal escenario incorporaría el actual territorio de Cabo Verde a Portugal y por lo tanto a la UE.